# Абрахам Брюстер

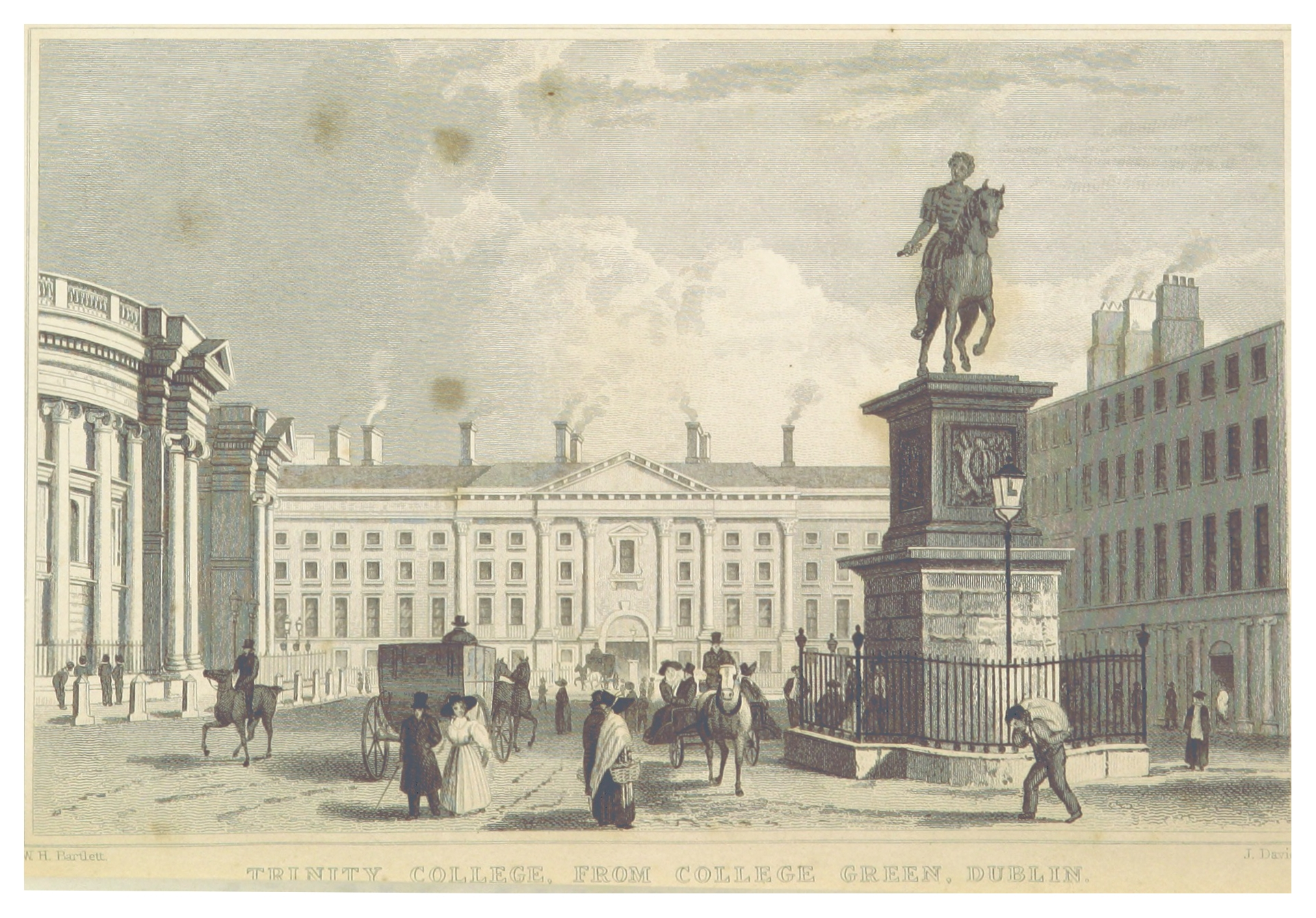
Трініті-коледж в 1837 році. Малюнок.

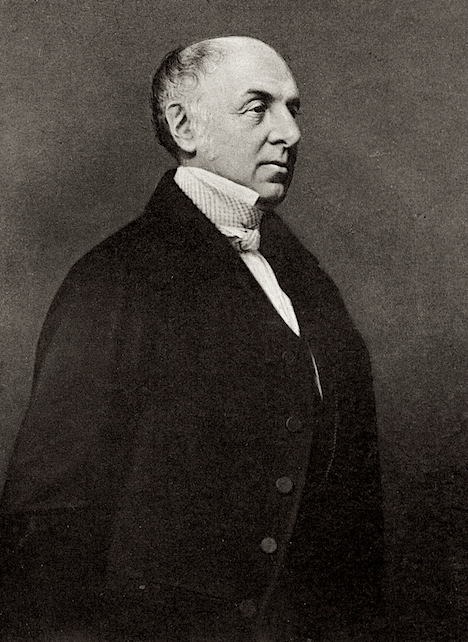
Сер Джеймс Роберт Джордж Грахам (1792—1861).

Абрахам Брюстер (англ. Abraham Brewster; квітень 1796 — 26 липня 1874) — ірландський юрист, суддя, політик, депутат парламенту Об'єднаного Королівства Великої Британії та Ірландії від Ірландії, лорд-канцлер Ірландії.

## Життєпис

### Походження
Абрахам Брюстер народився в селищі Баллінулт. Він був сином Вільяма Багенала Брюстера з Баллінулта, графство Віклоу та його дружини Мері, дочки Томаса Бейтса.

### Освіта
Початкову та середню освіту він отримав у коледжі Кілкенні. У 1812 році він поступив до дублінського Трініті-коледжу. Завершив освіту отримав ступінь бакалавра у 1817 році, а через деякий час, у 1847 році, ступінь магістра.

### Кар'єра
У 1819 році Абрахам Брюстер почав працювати адвокатом і дуже скоро здобув популярність як майстерний адвокат і прекрасний оратор. 13 липня 1835 року лорд Планкет нагородив його шовковою мантією. Незважаючи на опозицію Деніела О'Коннелла, який його не любив, 10 жовтня 1841 року він був призначений юрисконсультом лорд-лейтенанта Ірландії та був генеральним соліситором Ірландії з 2 лютого 1846 року до 16 липня того ж року. Під впливом свого друга сера Джеймса Грема, першого лорда Адміралтейства, він отримав посаду генерального прокурора Ірландії і володів цією посадою з 10 січня 1853 року і до падіння Абердинського міністерства 10 лютого 1855 року.
Абрахам Брюстер був дуже активним в усіх галузях своєї професії і після своєї відставки, і про його репутацію як адвоката можна дізнатися зі сторінок газет «Айріш Лоу» та «Еквіті Репортс», а також у пізніших виданнях газет «Айріш Коммон Лоу Репортс» та «Айріш Ченсері», «Ірландський Юрист» — у всіх цих виданнях його ім'я зустрічається дуже часто. Серед найважливіших справ, у яких він брав участь, була справа Маунтгаррета в 1854 році, що стосувалася статусу перів і майна в 10 000 фунтів стерлінгів на рік, справа про викрадення Кардена в липні того ж року, справа Єлвертона, 1861, справа Егмонта, 1863 р., втеча маркіза Донеголла і, нарешті, талант юриста він проявив у справі Фіцджеральда проти Фіцджеральда, у якій заява Брюстера від імені позивача, як кажуть, була однією з його найуспішніших заяв в історії суду Ірландії.
Коли лорд Дербі став прем'єр-міністром Об'єднаного Королівства, Абрахам Брюстер змінив Френсіса Блекберна на посаді лорда апеляційного суду Ірландії в липні 1866 року та лорд-канцлера Ірландії в березні наступного року. Як лорд-канцлер, він востаннє сидів у своєму кріслі 17 грудня 1868 року, коли уряд Бенджаміна Дізраелі пішов у відставку. Потім він пішов із громадського життя. А даремно.
Надруковано лише три-чотири рішення, винесені ним Апеляційним судом чи Канцелярським судом (Ірландія). Ще в січні 1853 року він був призначений таємним радником Ірландії. Його суддівська манера була тихою, але з так званою «відтінком справної лютості», яка підтримувала порядок у суді. Його високо цінували колеги. Навіть гіркий на язик Джонатан Крістіан, який зневажав більшість своїх колег-суддів, поважав Абрахама Брюстера.

### Смерть
Абрахам Брюстер помер у своїй резиденції на Південній Площі Меріон, 26, Дублін, 26 липня 1874 року і був похований у Таллоу, графство Карлоу, 30 липня.

### Родина
Абрахам Брюстер одружився в 1819 році з Мері Енн, донькою Роберта Ґрея з Аптон-хаусу, графство Карлоу, що померла в Дубліні 24 листопада 1862 року. У них був син — полковник Вільям Багенал Брюстер та дочка Елізабет Мері, що стала дружиною містера Генрі Френч, обидва померли за життя свого батька. Племінник Абрахама Брюстера, Едвард Брюстер, навчався під чуйним керівництвом свого дядечка і став відомим юристом і політиком у Новому Південному Уельсі (Австралія). Брат Едварда Джон Грей Брюстер також емігрував до Австралії, де став успіщним фермером-скотарем і директором компанії: пізніше він пішов на пенсію, повернувся до Англії, де й помер у 1897 році.